# William Marin
William Marin, istoric, fost profesor universitar la Timișoara și scriitor de limba germană, originar din România.
Conferențiarul William Marin, de la universitatea din Timișoara, la orele de curs de Istoria patriei și a partidului lansa atacuri vehemente ori ironii foarte dure la adresa rudelor lui Ceaușescu și a camarilei sale, atacuri care trezeau admirația studenților față de „curajosul” profesor. Abia mai târziu, unii dintre ei au aflat că distinsul lor profesor era lector al Comitetului Central și că diatribele sale împotriva regimului țineau de un scenariu extrem de precis.
În 1989, deși fusese unul dintre vechii ilegaliști, dinainte de război, a cerut să fie exclus din Partidul Comunist Român, pentru că își depusese actele ca să plece în străinătate, respectiv în  Israel, unde s-a și stabilit.
Victor Neumann scria despre el: 
William Marin a fost un istoric de orientare marxistă de la Universiatea din Timișoara, cu care am ținut o legătură strânsă din anii 1970 până în anii 1990. Nu eram prieteni și nu îi împărtășeam toate vederile dar, surprinzător, am constatat că avea o înțelegere diferită față de colegii săi sau de oficialitățile comuniste. Dincolo de diferențele de concepție între noi, relația noastră era legitimată de încercarea noastră comună de a lupta împotriva naționalismului șovin și antisemitismului cultivate de vechiul regim. William Marin era la curent cu media din Germania și bine informat cu privire la tendințele social-democrației. A beneficiat de o busă a fundației Friedrich Ebert, din partea Partidului Social-Democrat din Germania. Vădea o înțelegere profundă a URSS din anii 1990.

## Legătura cu Securitatea
Într-un dosar al Securității din 1956, la p. 131 a fost găsit un denunț semnat Marin William, cu următorul conținut: „Dr. Reinhot, asistent la Institutul de Igienă, a susținut că Armata Roșie a făcut atrocități în Ungaria”.

## Scrieri

### În volum
- Unirea Banatului cu România (în colaborare cu Ion Munteanu și Gheorghe Radulovici), 304 p., Muzeul Banatului, Timișoara, 1968
- Mișcarea antifascistă și revoluția populară în Banat (în colaborare cu Gheorghe I. Oancea), 352 pagini, Secția de propagandă a Comitetului județean Timiș al P.C.R., 1971
- Unirea din 1918 și poziția șvabilor bănățeni, Editura Facla, 1978
- Kurze Geschichte der Banater Deutschen. Mit besonderer Berücksichtigung ihrer Beziehungen zur rumänischen Bevölkerung und ihrer Einstellung zur Vereinigung von 1918 (Scurtă istorie a germanilor bănățeni, Cu referire specială la relațiilor lor cu populația românească și poziția lor față de Unirea din 1918), Editura Facla, Timișoara, 1980.
- Două secole de luptă revoluționară în sud-vestul României (1733-1948) (în colaborare cu Ioan Luncan), 187 pagini, Editura Facla, Timișoara, 1984
- Josef Gabriel / Leben und Werk in Wort und Bild (Josef Gabriel / Viața și opera în cuvinte și imagini), Editura Kriterion, București, 1988.
- William Marin, Constantin Cozmiuc: Rebeliune în cosmos (Roman SF), Editura Tehnică, București, 1992

### Articole
- Misiunea maiorului Dușan Ristici la Timișoara în anul 1942, în “Studii de istorie a Banatului”, IX, Timișoara, 1983, р. 185-196.